# Douglas Eric Kimmins
Douglas Eric Kimmins (4 augustus 1905 - 30 augustus 1985) was een Brits entomoloog. Hij was tijdens het grootste deel van zijn wetenschappelijke carrière verbonden aan het British Museum.
In 1923 werd hij persoonlijk assistent van professor H. Maxwell Lefroy aan het Royal College of Science. Na het overlijden van Lefroy in 1925 ging hij naar de afdeling natuurhistorische wetenschappen van het British Museum, waar hij 45 jaar zou werken. In de Tweede Wereldoorlog werd hij in 1942 lid van de British Home Guard. In september 1943 ging hij naar de Royal Air Force Volunteer Reserve, waar hij luchtfoto's interpreteerde; daarbij kwam zijn ervaring met nauwkeurig microscopisch onderzoek goed van pas. In zijn vrije tijd bleef hij insecten verzamelen. Zijn huis in Londen werd in 1944 getroffen door een vliegende bom, maar zijn familie bleef ongedeerd.
Na de oorlog keerde hij terug naar het British Museum. Hoewel hij geen academische graad had, werd hij toch gepromoveerd tot Principal Scientific Officer in 1958. Tot aan zijn pensionering in 1970 publiceerde hij 259 artikels, en beschreef 39 nieuwe geslachten en 648 nieuwe soorten. Hij was onder meer een autoriteit op het gebied van Trichoptera en Odonata.
Als eerbetoon zijn de geslachten Kimminsia, Kimminsiella en Kimochrysa (Netvleugeligen) naar hem genoemd, evenals verschillende soorten met het epitheton kimminsi.